# Lophatherum
Lophatherum Brongn. é um género botânico pertencente à família Poaceae.

## Sinônimos
- Acroelytrum Steud.
- Allelotheca Steud.